# Carmen Hock-Heyl
Carmen Hock-Heyl (* 18. Mai 1955 in Spöck heute Stadtteil von Stutensee) ist eine deutsche Unternehmerin. Sie ist Gründerin und ehemalige Geschäftsführerin des mittelständischen Unternehmens Thermo Hanf Hock GmbH & Co. KG mit heutigem Sitz in Nördlingen (Bayern). Sie etablierte Hanf als Naturdämmstoff auf dem deutschen Markt und wurde dafür mit dem Umweltpreis der Bundesstiftung Umwelt 2013 ausgezeichnet.

## Leben
Hock-Heyl ist die Tochter eines selbständigen Zimmerei-Handwerkers. Sie lernte zunächst die Berufe der Arzthelferin und der Krankenschwester. Im elterlichen Betrieb, in dem sie mitarbeitete, kam sie mit der Technik der Wärmedämmung von Wänden in Berührung. Die herkömmlichen Dämmstoffe verursachten allergische Reaktionen, Juckreiz und rote Augen. Jemand aus ihrem Bekanntenkreis baute Hanf an und brachte sie so auf eine innovative Geschäftsidee. Ab 1996, als der Anbau rauschgiftarmer Hanfsorten in Deutschland wieder erlaubt wurde, entwickelte Hock-Heyl einen ökologischen Dämmstoff aus Hanffasern. Innerhalb von zwei Jahren konzipierte sie ein marktgängiges Produkt. Ab 2003 produzierte sie „Thermo-Hanf“ in ihrem eigenen Unternehmen mit rund 50 Mitarbeitern.
Hock-Heyl zog sich 2013 auf Drängen des Mehrheitsgesellschafters Alfred Ritter aus der Geschäftsführung der Thermo Hanf Hock GmbH & Co. KG zurück, um sich nur noch ihrem neu gegründeten Interessenverband für Naturfaser-Dämmstoffe zuzuwenden.

## Auszeichnungen
- 2012: natureplus award. Hock-Heyls wurde ausgezeichnet für ihre „Lobbyarbeit für Baustoffe aus nachwachsenden Rohstoffen jeglicher Art.“ Sie habe das Markteinführungsprogramm der Bundesregierung für Bauprodukte aus nachwachsenden Rohstoffen wesentlich mit initiiert. Der Verein vergab im selben Jahr das erste natureplus-Zertifikat an Carmen Hock-Heyl für die Thermohanf-Dämmstoffe.[7][8]
- 2013: Umweltpreis der Bundesstiftung Umwelt. Ausgezeichnet wurde sie für die Marktetablierung von Hanf als Öko-Dämmstoff und ihre Vorbildfunktion. Sie habe „gegen viele Widerstände Ökologie und Ökonomie erfolgreich in Einklang gebracht, gesundes Bauen gefördert und regionale Wirtschaftskreisläufe wiederbelebt.“[9] Bundespräsident Joachim Gauck überreichte die mit 250.000 Euro dotierte Einzelauszeichnung.[2]